# Арнхейм, Эдит
Эдит Арнхейм (до замужества — Лаш; швед. Edith Arnheim (Lasch); 21 февраля 1884, Прага, Цислейтания — 16 октября 1964, Стокгольм) — шведская теннисистка. Участница летних Олимпийских игр 1912 года.

## Биография
Эдит Арнхейм родилась 21 февраля 1884 года в австро-венгерском городе Прага (сейчас в Чехии).
Выступала в теннисных соревнованиях за КЛТК из Стокгольма. В 1913 году дошла до полуфинала чемпионата Швеции на крытых кортах.
В 1912 году вошла в состав сборной Швеции на летних Олимпийских играх в Стокгольме. В одиночном разряде на открытых кортах в четвертьфинале победила Анни Хольмстрём из Швеции — 4:6, 6:4, 6:1, в полуфинале проиграла Доре Кёринг из Германии — 4:6, 3:6, в матче за 3-4-е места уступила Молле Бьюрстедт из Норвегии — 2:6, 2:6. В смешанном разряде на открытых кортах вместе с Карлом-Улофом Нюленом проиграли в 1/8 финала Маргерит Брокди и Альберу Кане из Франции — 2:6, 4:6. В одиночном разряде на крытых кортах в четвертьфинале проиграла Эдит Хэннем из Великобритании — 5:7, 1:6. В смешанном разряде на крытых кортах вместе с Карлом-Улофом Нюленом проиграли в 1/8 финала Хелен Эйтчисон и Роперу Барретту из Великобритании — 2:6, 4:6.
Умерла 16 октября 1964 года в Стокгольме.

## Семья
Развелась с мужем в 1911 году.